# 대한민국 제19대 대통령 선거 후보 토론회
대한민국 제19대 대통령 선거의 TV 후보 토론회는 2017년 4월 19일부터 2017년 5월 2일까지 진행되었다. 크게 SBS, KBS, JTBC·중앙일보 등 각 방송사와 언론이 주최한 초청 토론회와 중앙선거관리위원회가 주최한 선거방송토론위원회 토론회로 나뉘어 진행되었다.
이번 대선의 후보 토론회에서는 유력 주자로서 5자 구도를 이루고 있는 더불어민주당의 문재인 후보, 자유한국당의 홍준표 후보, 국민의당의 안철수 후보, 바른정당의 유승민 후보, 정의당의 심상정 후보가 참여하여 사상 첫 5자 토론회로 구성되었다. 이들 대선주자 토론회는 언론사 초청토론회 3회와 선관위 토론회 3회로 각각 진행되었으며, 이들을 제외한 나머지 군소정당·무소속 후보 8인은 중앙선거관리위원회의 주최로 한 차례의 TV 토론회를 진행하였다.
이번 토론회에서는 각 후보자가 착석하여 진행하는 전형적인 토론에서 벗어나 스탠딩 토론을 처음으로 도입하였으나, 그 실용성에 대해 큰 논란이 벌어지기도 했다. 또한 토론회 후 여론조사에서 응답자 10명 중 4명이 티브이 토론을 통해 지지 후보를 바꾸거나 지지 후보를 굳혔다고 밝히는 등, 토론회의 영향력이 이전 선거보다 더욱 커지면서 5자 대결 국면에서 유권자의 후보 결정에 적지 않은 변수가 되었다는 평가가 나오기도 했다.

## 일정
- 5개 주요 정당 대선 후보 토론회

| 차수 | 일시              | 주최                         | 방송사        | 사회   | 주제 | 방식                                       |
| ---- | ----------------- | ---------------------------- | ------------- | ------ | ---- | ------------------------------------------ |
| 1차  | 4월 13일(목) 22시 | SBS, 한국기자협회            | SBS           | 김성준 |      | 녹화(오전 10시) 후 방송                    |
| 2차  | 4월 19일(수) 22시 | KBS                          | KBS           | 박영환 |      | 스탠딩 방식, 시간총량제                    |
| 3차  | 4월 23일(일) 20시 | 중앙선거관리위원회           | KBS, MBC, SBS | 김진석 | 정치 | 스탠딩 방식, 시간총량제                    |
| 4차  | 4월 25일(화) 21시 | JTBC, 중앙일보, 한국정치학회 | JTBC          | 손석희 |      | 원탁토론 방식, 시간총량제                  |
| 5차  | 4월 28일(금) 20시 | 중앙선거관리위원회           | KBS, MBC, SBS | 박용찬 | 경제 | 좌식, 각 후보 정책 발표 후 4명과 개별 토론 |
| 6차  | 5월 2일(화) 20시  | 중앙선거관리위원회           | KBS, MBC, SBS | 이정희 | 사회 | 스탠딩 방식, 시간총량제                    |

- 5개 주요 정당 외 대선 후보(9명) 초청 토론회

| 일시              | 주최               | 방송사   | 사회   | 주제      | 방식       |
| ----------------- | ------------------ | -------- | ------ | --------- | ---------- |
| 4월 24일(월) 23시 | 중앙선거관리위원회 | KBS, MBC | 백운기 | 국정 전반 | 시간총량제 |

## 방송사 초청 토론회

### SBS·한국기자협회 공동 초청 토론회
2017년 4월 13일, 한국기자협회와 SBS가 공동 주최한 1차 대선후보 TV 토론회가 열렸다. 5개 주요 정당의 대선 후보가 정치ㆍ외교ㆍ안보ㆍ경제 문제 등을 놓고 토론했으며, 김성준 아나운서가 사회자를 보았다. 공통질문은 주최 측인 한국기자협회가 언론인들을 상대로 설문조사한 뒤 선정한 내용으로 후보들에게 이를 사전에 알려주지 않고 진행했으다. 그다음 상호토론 코너에서는 각 당 후보자가 모니터 앞에 서서 직접 자신의 공약과 정책을 프레젠테이션하고, 나머지 네 후보자들이 공평하게 돌아가면서 질의답변하는 방식으로 진행되었다. 이 과정에서 사회자의 개입을 최소화되었다. 토론회는 당일 오전 10시에 녹화한 뒤, 오후 10시부터 1부와 2부로 나누어 SBS를 통해 연속방송되었다.
유승민 후보가 홍준표 후보에게 이것저것 따지면서 물어보자 홍 후보는 지난 18대 대선 토론회에서 이정희가 박근혜 후보 떨어뜨리겠다라는 말 때문에 "옛날에 이정희 후보를 보는 것 같다"라고 하고 덧붙여 "문재인 후보가 주적(主敵)이다"라고 했다. 나중에 문 후보가 "나는 홍 후보랑 같은 서민이고, 흙수저인데 왜 내가 주적이냐"라고 물어보게 되면서 홍 후보는 "종북 좌파니까, 내가 대통령 되면 김정은 만나러 가겠다, 자유한국당을 적폐청산하겠다, 그래서 당신이 주적이다"라는 말 때문에 문 후보는 웃음만 나왔다. 또한 안철수 후보한테 "당신, 우파냐 좌파냐"라 하니까 안 후보는 "나는 우파도 좌파도 아닌 상식파다"라고 답했다.
이날 토론회에서는 선거 초반 유력 주자로 꼽힌 두 후보인 안철수 국민의당 후보와 문재인 더불어민주당 후보 간의 신경전이 시작되었다. 안철수 후보는 "저를 지지하는 국민은 적폐 세력이라고 하신 것"이라면서, "왜 또 연대하자고 그러셨나. 그럼 모든 죄를 사해 주시나"라고 맹공을 퍼부었다. 이에 문재인 후보는 "극우쪽 지지는 짝사랑이라고 쳐도 국민의당에서도 함께 하겠다고 이야기하지 않았느냐"고 반박했다. 뒤이어 홍준표 자유한국당 후보도 지난 2009년 박연차 게이트 사건을 거론하며 "노무현 대통령 때 같이 있으면서 몰랐느냐"고 공격하자 문재인 후보는 극구 부정함과 동시에 "그 말에는 책임지셔야 한다"고 말했다.
한편 사드(THAAD, 고고도 미사일 방어 체계) 배치에 관한 문제가 가장 큰 의제로 떠올랐다. 사드 배치 찬성으로 돌아선 안철수 후보에게는 선거를 앞두고 보수 표심을 의식해 정책과 철학이 불분명하다는 비판이 가해졌다. 심상정 정의당 후보는 안철수 후보의 사드 배치 찬성과 관련해 "저랑 같이 가장 강력하게 반대했던 분이 갑자기 입장을 바꿔서 굉장히 충격을 받았다"고 밝혔고, 유승민 바른정당 후보는 "보수표를 얻기 위한 정략"이라 정의하자, 안철수 후보는 정세가 크게 바뀌었다는 점을 감안해 입장을 선회하였다고 해명하였다. "다음 정부로 미루는 것이 좋다"는 입장으로 변화한 문재인 후보에게도 비판이 가해졌는데, 이전에 펼쳐왔던 사드 배치 비판 입장에 관해 문 후보가 "우리 내부의 충분한 공감이 없었다고 비판했던 것"이라고 해명하자, 유승민 후보는 "그런 애매한 입장을 취하니까 자꾸 중국에 우리가 놀아나는 거 아니냐"고 파고들었다.
또한 홍준표 후보가 대한민국을 세탁기에 넣고 돌리겠다는 비유로 '국가세탁론'을 펴자, 유승민 후보는 홍 후보를 향해 대법원 판결을 앞두고 있다는 점을 지적하며, "홍 후보님도 세탁기에 들어가셔야 한다고 생각한다"고 말했다. 이에 홍 후보는 "이미 세탁기에 들어갔다 나왔다"고 발언해 화제가 되기도 했다. 또한 심상정 후보는 "홍 후보 세탁기 들어갔다 나왔는데 고장난 세탁기 아닌가?"라고 했을 때, 홍준표 후보는 "세탁기가 삼성 세탁기다"라고 발언했다.

### KBS 초청 토론회
2017년 4월 19일, KBS의 주관 및 초청으로 2차 방송사 주관 TV 토론회가 진행되었다. 이번 토론회에서는 세 가지 주제를 각 파트로 구분하였으며, 한 주제당 두 개의 질문지를 후보자들에게 제시해 번호를 고르게 한 뒤 가장 많이 선택된 질문으로 토론을 시작하였다. 다만 정해진 순서는 없는 완전 자유 토론으로 진행되었으며, 각 후보자당 발언 시간 18분을 배정하고 사회자의 개입을 최소한으로 하였다. 이와 더불어 사상 처음으로 스탠딩 토론 방식을 도입하여 후보자들이 2시간에 걸친 토론회 동안 서서 토론을 진행하도록 하였다. 토론회는 오후 10시부터 생중계되었으며 박영환 아나운서가 사회자를 맡았다.
홍 후보가 "설거지가 여성의 몫이다"라고 예전에 말하면서 안 후보는 그것에 대한 항의 질문을 했다. 그 결과 홍 후보의 자칭인 '스트롱맨(Strongman)'을 내세우면서 "일부러 센 척했다"라고 했다. 잠시후 심 후보가 "2천 5백 만 여성들에게 사과하라"라고 하면서 처음에 홍 후보는 "내가 웃으라고 한 소리다 사과 못한다"라고 하면서 심 후보가 "여성들이 분노하고 있다. 당장 사과하라!"라고 한 결과 홍 후보는 결국 사과했으며 심 후보는 그것을 "홍 후보는 스트롱맨이 아닌 나이롱맨"이라고 했다.
안철수 후보 포스터에 당명(국민의당)이 없다고 홍 후보가 질문을 했다. 이에 안 후보는 "당명은 없지만 바탕색을 우리 당 색깔인 초록색을 넣었다, 국민의당 마크도 있다, 당명 '국민의당'의 '국민'도 있다"라고 답했다. 덧붙여서 "나이키 마크에 회사명을 붙이는가, 포스터도 마찬가지다"라고도 답했다.
홍 후보가 "지난 SBS(1차 토론)에서 노무현 정권 얘기를 꺼냈을 때, 문 후보가 책임지라고 하니까 책임진다"라고 했으며, 문 후보는 당당하게 "사실이 아니다"라고 했다. 이때 홍 후보가 "사실이라고 나온다면 어떻게 하겠냐"라는 말까지 했다.
홍 후보가 경상남도를 무상 급식을 중단하는 관계로 문 후보가 "왜 중단했느냐"라고 질문했으며, 홍 후보는 "감사하는 줄 몰라서 중단했다"라고 했다. 이때 유 후보가 두 후보 간의 대화에 끼어들며 "감사를 드리면 무상 급식 실시하겠냐"라고 질문했으며 홍 후보는 "현재에 있는 상황에는 무상 급식 찬성한다"라고 하면서 "어이가 없는 토론을 한다"라고 했다.

### JTBC·중앙일보·한국정치학회 공동 초청 토론회
2017년 4월 25일, JTBC와 중앙일보, 그리고 한국정치학회의 공동 주관 및 초청으로 3차 방송사 주관 TV 토론회가 진행되었다. 다른 토론회에 비해 진행자와 함께 원탁에 앉아서 마치 토의하는 방식으로 진행하였다. JTBC에서 생방송으로 방영되었으며 진행에는 손석희 JTBC 보도담당 사장이 진행을 맡았다.
홍준표 후보는 토론회 시작하기 전에 JTBC 직원들한테 "토론을 공정하게 진행해 달라고 사장님께 전달드릴 것"이라고 했으며 직원들 역시 당황했다. 토론 시작하기 전에 문재인 후보는 안철수 후보와, 홍준표 후보는 유승민 후보와, 손석희 진행자는 심상정 후보와 마주 앉은 것을 보고 손 사장은 "한때 같은 당끼리 앉은 것 아닌가"라고 했을 때 심 후보는 "앞으로 손 사장이랑 같이 해야하는 것 아닌가"라고 했을 때 홍 후보는 "손 사장 옛날에 통합진보당에서 활동한 것 같다"라고 말했다.
홍준표 후보가 문재인 후보한테 "군 가산점 어떻게 생각하냐"라고 질문했으나 문 후보는 당당하게 "군 가산점제 동의하지 않는다"라고 했다. 이에 홍 후보는 "5·18 가산점은 찬성하는데 군 가산점은 왜 반대하냐, 젊은이들이 그렇게 고생을 했는데도 불구하고"라고 하면서 나중에 "동성애에 반대하냐"라고 질문하니까 문 후보 이번에도 당당하게 "당연히 반대한다, 나는 별로 좋아하지 않다, 합법화 찬성하지 않다"라고 답했다.

## 중앙선거관리위원회 토론회

### 1차 토론회 (정치)
2017년 4월 23일, 중앙선거관리위원회가 주관 및 초청한 첫 번째 토론이며 '정치'라는 주제로 토론을 했으며 지상파 3사(KBS, MBC, SBS)에서 동시에 생방송으로 진행했다. 오후 8시에 개회했으며 김진석이 진행을 맡았다.
홍준표 후보가 당시 돼지 흥분제 논란에 휘말려 있던 터라. 몇몇 후보들에게 비판 혹은 무시의 대상이 되었다. 일단 심상정 후보는 "오늘은 홍 후보한테 질문하지 않겠다"라고 했다. 그 결과 이번 토론회에서는 홍 후보와 심 후보 간의 대화는 전혀 없었다. 또한 안철수 후보와 유승민 후보는 "홍 후보가 대선 후보에서 사퇴해야 정상이다"라고 했다. 이에 홍 후보는 돼지 흥분제 얘기에 직접 사과까지 했다. 하지만 용납할 수 없었던 안철수 후보는 "내가 사퇴하는 것이 좋다고 몇 번이나 강조했다, 그러므로 나는 홍 후보의 얼굴을 보지 않고 문답하겠다"라고 했다. 물론, 전에 홍 후보가 "내가 사퇴하면 안 후보한테 유리할 것"이라고 했으나 안 후보는 "내가 사퇴하라고만 했지, 당 지지를 올릴 목적으로 사퇴하라는 것은 아니다"라고 했다.
그 어느보다도 이슈가 된 후보는 안철수 후보이다. 우선 유승민 후보가 계속 비난하는 말을 꺼내고 나서, 안 후보는 "나를 그만 좀 괴롭혀라, 실망이다"라고 했다. 문재인 후보한테 두 가지 질문을 했다. 첫 번째는 "내가 갑철수(甲哲秀)냐 안철수(安哲秀)냐"라고 세 번씩이나 질문했다. 나중에 홍 후보가 "갑철수다"라고 문 후보 대신에 답해줬다. 이에 문 후보는 "안철수 실망이다, 과거 이야기를 꺼내고 있냐"라고 했다. 두 번째는 "내가 MB(이명박) 아바타냐"라고 질문했을 때 문 후보는 "나를 걸고 하지 말고 국민들 앞에서나 잘해라"라는 말을 하면서 "MB아바타 아니라고 확인해 주는 건가"라고 하면서 문 후보는 결국 "안 후보는 MB아바타라고 생각하지 않는다"라고 피드백을 했다.

### 2차 토론회 (경제)
2017년 4월 28일, 중앙선거관리위원회가 주관 및 초청한 두 번째 토론이며 '경제'라는 주제로 토론을 했으며 지난번과 똑같이 지상파 3사에서 동시에 생방송으로 진행했다. 오후 8시에 개회했으며 기자 출신 박용찬이 진행을 맡았다.
심상정 후보가 홍준표 후보한테 "홍 후보는 주적이 노조(노동조합)라고 생각하냐"라고 질문했으나 "나는 노조를 주적이라고 하지 않았다"라고 하면서 덧붙여 "주적 이야기 못하는 사람 (문재인 후보 가리키면서) 저 후보 있지 않냐, 북한이 주적인데도 주적이라고 하지 않고 있는데"라고 했었다. 또한 심 후보가 "당분간 홍 후보와 말 안 하려고 했는데 담뱃세 인상에 대해 사과하라"라고 했을 때 홍 후보는 "나도 심 후보와 이야기하기 싫다, 그러나 어쩔 수 없이 하는 거다"라고 답변했다.
심상정 후보와 문재인 후보는 사드 이야기를 주거니 받거니 해서 사드 이야기 나중에 한 번 다시 재협상하겠다라고 주장하면서 일심동체를 맺게 되었다. 잠시후 안철수 후보는 "사드 적극 찬성이다"라고 했을 때, 문재인 후보는 "대한민국이 부담하더라도 사드 찬성하냐"라고 한 결과 안철수 후보는 "원래 그렇게 되어있지 않다"라고 버벅거리면서 말했다. 나중에 유승민 후보는 "도널드 트럼프 미국 대통령이 다른 방향으로 질러본 거라고 생각한다"라는 반박까지도 나왔다.
홍준표 후보가 "한미 FTA 체결 당시에 더불어민주당에서 을사늑약이라고 했고, 나한테 매국노라는 말까지 했다, 미국에서 불공정이라고 지적하는데 민주당이 뭐라고 할 지 참 의아스럽다"라는 말을 했다. 문재인 후보는 "삼성은 무노조이지 않냐(노동조합이 없는 기업이 아닌가), 강성귀족노조 때문에 해외 생산한다고 생각하냐"하니까 홍 후보는 "해외 생산을 한다는 것은 가치가 있으니까 생산하는 거다, 만약 그러지 않았으면 다시 한국으로 돌아왔을 것이다"라고 설명하면서 "문 후보는 3% 강성 귀족 노조의 일부이지 않느냐"라고 반론까지 했다.

### 3차 토론회 (사회)
2017년 5월 2일, 중앙선거관리위원회가 주관 및 초청한 세 번째 토론이며 마지막 토론회이다. '사회'라는 주제로 토론을 했으며 지상파 3사에서 동시에 생방송으로 진행했다. 오후 8시에 개회했으며 진행은 한국외국어대학교 정치외교학과 이정희 교수가 진행을 맡았다.
문재인 후보가 "이명박 정부 때 추진했던 4대강 정비 사업에 대해 어떻게 생각하냐"라고 홍준표 후보한테 질문했으며 홍 후보는 "4대강 때문에 녹조가 많이 늘었음을 인정하냐, 왜 생기는 지는 알고 있냐"라고 질문했으며 문 후보는 "인정한다, 물이 고이니까 생기지 않은가"라고 답했으며 홍 후보는 "녹조는 질소와 인이 고온 다습해서 생기는 것이 녹조이다"라고 하면서 소양강과 대청댐을 예를 들어서 설명까지 했다. 덧붙여 "녹조가 왜 생기는 지도 모르고 말씀한 것 아닌가"라고 질문했다. 문 후보는 "4대강 보(洑) 설치 하는 것은 잘된 사업이라고 생각하냐"라고 했을 때 홍 후보는 "그렇다, 보 덕분에 가뭄과 홍수를 극복했다, 내가 경남지사했을 때 다 해결했다"라고 했다.
심상정 후보가 "'진주의료원은 돈 먹는 하마다, 폐관 잘 된 거다' 이에 어떻게 생각하냐, 그렇다면 서울대학교병원도 폐쇄시켜야 하는 거 아닌가"라고 질문했다. 이에 홍준표 후보는 "도민의 세금을 엿보고 있다고 생각했기 때문에 내가 폐쇄한 거다"라고 답했다. 나중에 홍 후보는 "심상정 후보여, 이정희 후보처럼 포기하지 말고 끝까지 잘 해라, 파이팅이다"라는 격려까지 했다.
홍준표 후보는 "바른정당 탈당파 국회의원 13명과 이야기를 해보니까, '유 후보가 덕(德)이 없고 염치가 없으니까 도저히 여기에 있지 못하겠다'라고 말했다"라고 하면서 유승민 후보는 그저 웃음만 나왔다.
홍준표 후보가 문재인 후보한테 "'내가 대통령이 되면 보수 불 태우겠다'라고 했다, 그럼 나는 화형 당하는 것 아닌가"라고 질문했다. 이에 문 후보는 "혹시 횃불 발언 말하는 것 아닌가, 언제 내가 이런 말을 했냐, 나는 그런 말 한 적이 없었다"라고 당황스럽게 말했다. 홍 후보는 "국회의원 이해찬은 노무현 정부 때 국무총리 했으니까 상왕(上王) 아닌가"라고 다시 질문했다. 이에 문 후보는 웃으면서 "그렇다"라고 답했다. 또한 홍 후보는 "북한은 적폐 아닌가"라고 했을 때 문 후보는 "그렇다, 적폐다, 그러니까 청산해야한다"라고 답했다. 홍 후보는 "그럼 북한은 주적인가"라고 했을 때 문 후보는 "주적?"이라고 물음표를 붙였다.
안철수 후보는 "문 후보는 계파 패권주의 때문에 나온 거라고 다 알려져 있다"라고 말했다. 이에 문재인 후보는 "그렇게 당을 쪼갠 사람이 안철수 아닌가"라고 피드백을 했다. 안 후보는 반대로 "쪼갠 사람이 문재인이라고 생각한다"라고 반박했다. 이에 홍준표 후보는 "호남 1중대, 2중대가 맞다, 더불어민주당이 1중대이고, 국민의당이 2중대이다"라는 말까지 나왔다.
마무리 발언에서 유승민 후보는 "말할 것이 많아서 시간을 아꼈다, 나도 새누리당에 남아서 개혁보수 해보고 싶었다, 하지만 탄핵에다가 보수가 궤멸해지고 있다, 그래서 바른정당을 창당해서 개혁보수를 한 번 해보고 싶었다, 국회의원 13명이 당을 떠났지만 나는 실망하지 않다, 나는 스스로 왜 정치를 하는 지 생각도 해봤다, 지금도 나는 국민과 손잡아서 개혁보수 추진하고 싶다"라고 30초 넘게 발언했다.